# Titre interbancaire de paiement
Pour les articles homonymes, voir TIP.
Un titre interbancaire de paiement (TIP) est un moyen de paiement simple d'utilisation conçu pour régler des créances à un organisme ou à une personne à qui le débiteur doit de l'argent. Il donne au créancier l'initiative de la mise en recouvrement de ces créances et est conçu pour les règlements à distance, notamment les factures. 
Mis en circulation en France en février 1988, il est complété par le relevé d'identité bancaire (RIB) fourni par la banque.
Un TIP doit comporter : la référence de la facture, les coordonnées bancaires, le montant, la date et la signature du débiteur, le créancier et le débiteur. Il prend typiquement la forme d'un bon à détacher en bas d'une feuille.
Le TIP traditionnel disparaît le 1er février 2016, et est remplacé par le TIPSEPA, qui se présente matériellement comme un coupon d'aspect voisin du TIP traditionnel. Toutefois il est probable que certains créanciers reviennent au classique appel de fonds envoyé par la Poste et qui nécessite de la part du correspondant l'envoi d'un chèque traditionnel, constituant ainsi un retour en arrière vers des pratiques nécessitant un traitement administratif plus lourd.